# Naturmuseum Solothurn

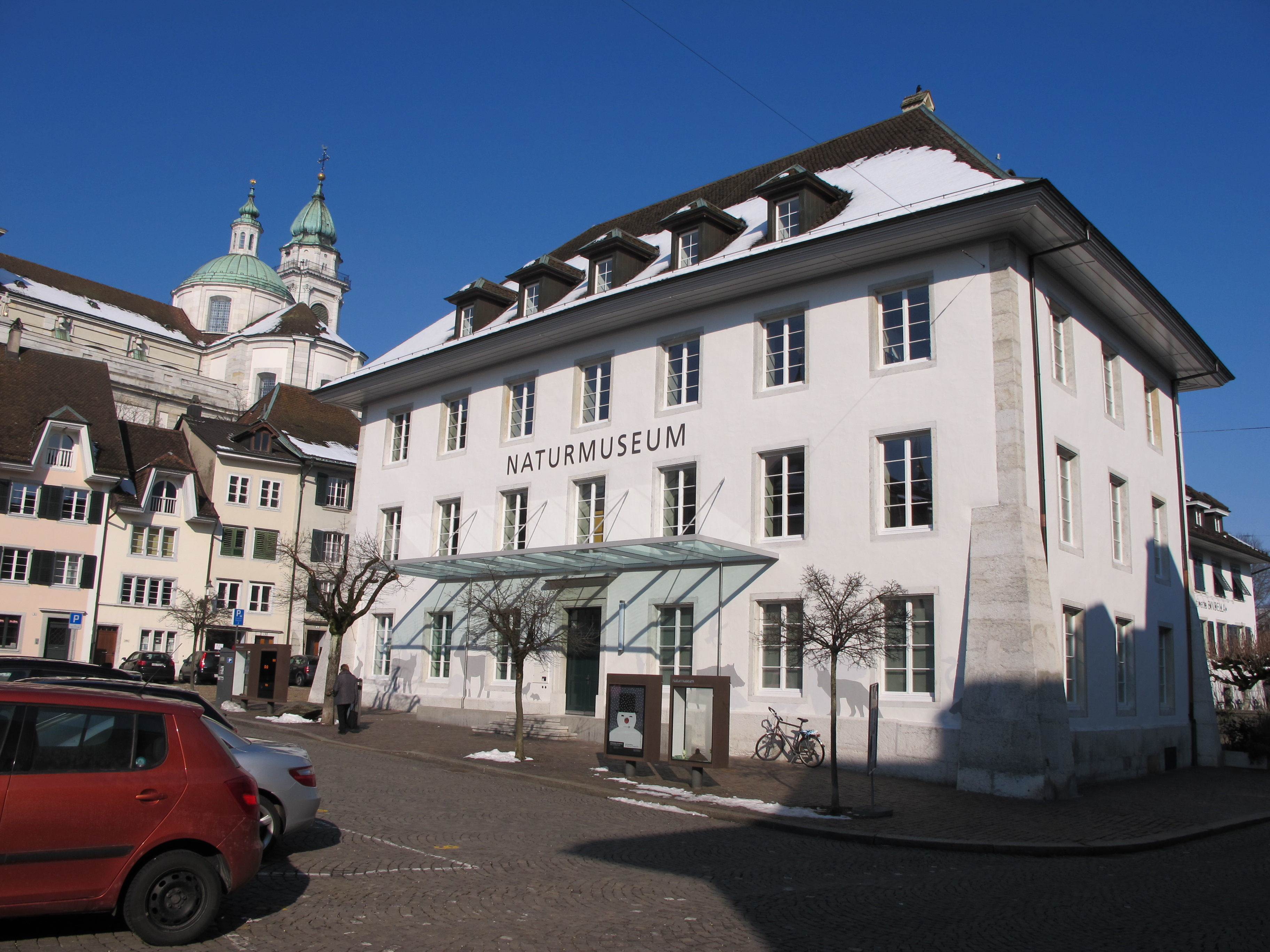
Naturmuseum Solothurn

Das Naturmuseum Solothurn zeigt Ausstellungen über Tiere, Pflanzen, Fossilien, und Minerale der Region.
Zusammen mit dem Kunstmuseum Solothurn und dem Historischen Museum Blumenstein bildet es eine Verwaltungsabteilung der Einwohnergemeinde der Stadt Solothurn.
Nebst der Dauerausstellung zeigt das Naturmuseum Solothurn zweimal jährlich eine Sonderausstellung.

## Geschichte
Das Naturmuseum Solothurn geht auf verschiedene Vorgängermuseen zurück.
Bereits 1765 gab es in Solothurn eine sogenannte «ökonomische und landwirtschaftliche Gesellschaft» mit Bibliothek und Mineraliensammlung.
1823 wurde die heute noch aktive Naturforschende Gesellschaft gegründet. Sie bezweckte die «Beförderung der physikalischen und naturhistorischen Kenntnisse» mit der Absicht die einheimischen Naturerzeugnisse besser zu nutzen. Einer der Förderer war der Abbé und Professor Franz Joseph Hugi, der 1825 seine Naturaliensammlung der Stadt verkaufte und damit ein erstes Museum im alten Waisenhaus einrichtete.

### Das Museum der Stadt
1902 wurden im Grüngürtel des Stadtgrabens ein Saalbau und ein Museum mit einer Kunst-, einer historisch-antiquarischen und einer naturhistorischen Abteilung eröffnet.
Dieses klassische, der Kunst und Wissenschaft gewidmete Museum wurde 1978 aufgelöst und zum heutigen Kunstmuseum umgebaut. Eine besondere Rolle in der Geschichte des Museums spielte der Solothurner Bildhauer Urs Eggenschwyler (1849–1923), der in Zürich auf dem Milchbuck eine Tiermanege betrieb. Europäische Bedeutung haben seine Felsenanlagen in zoologischen Gärten (u. a. Tierpark Hagenbeck und Seelöwen-Felsen im Zoo Basel). Seine Lieblingstiere waren die Löwen und Bären, berühmt wurden das «Zürileuli» und der Kamtschatkabär «Urs». Das Naturmuseum Solothurn besitzt neben Bären und Löwen auch noch mehrere andere Tierpräparate aus der Tiermanege von Urs Eggenschwyler.

## Ausstellungen
Das Naturmuseum Solothurn hat sich für eine systematische Ordnung mit ökologischem Inhalt entschieden.
Im Museum existieren Ausstellungen zu den meisten einheimischen Säugetieren (Haselmaus, Ratte, Igel, Marder, Fuchs, Luchs, Wolf, Wildschwein, Steinbock, Hirsch, Braunbär), Vögel der Region (Vogelstimmen können auf Knopfdruck abgehört werden), Insekten, Amphibien (Frösche, Molche und Kröten), Reptilien, Weichtiere (Muscheln, Schnecken, Tintenfische) und Fische. Zudem hat das Naturmuseum im 1. Stock in den Vitrinen eine Evolutionsspirale aufgebaut, die von den Einzellern bis zu den Vögeln führt.
Durch die Lage Solothurns am Südfuss des Juras gibt es eine reichliche Sammlung an Versteinerungen, Gesteinen und Mineralen.

### Solothurner Schildkröten
Den weltbekannten, versteinerten Schildkröten aus den Steinbrüchen der Stadt hat das Museum, «mitten» im Haus und herausgelöst aus den anderen Versteinerungen, einen besonderen Standort zugewiesen.
Sie haben vor 150 Millionen Jahren im sogenannten Jurameer gelebt und wurden in grosser Zahl in den Steinbrüchen nördlich der Stadt gefunden. Die Behörden von Solothurn verpflichteten die Betreiber der verschiedenen Steinbrüche, unter Androhung des Verlustes der Abbaubewilligung, die Schildkröten ins neue Museum zu bringen – und das führte zur weltweit grössten Sammlung von versteinerten Schildkröten aus dem Jura.
Die Solothurner Schildkröten bildeten 1824 den Grundstock des ersten Museums.

### Foucault-Pendel
Das 15 m lange Foucaultsche Pendel schwingt Tag und Nacht im Museums-Treppenhaus. Es wird von einem Magneten angetrieben, da es sonst wegen des Luftwiderstands langsam ausschwingen würde. Dieses Pendel  ändert wegen der Erdrotation seine Schwingungs-Richtung jede Stunde um ca. 10 Grad.

### Wasserbarometer
Das klassische Barometer besteht aus einem Quecksilber gefüllten, u-förmigen Glasrohr, das auf einer Seite offen und auf der anderen verschlossen ist. Der herrschende Luftdruck hält die Quecksilbersäule auf einer bestimmten Höhe – früher gab man den Luftdruck nicht in "bar" oder "pascal", sondern in anschaulichen Millimeter/Quecksilber an. Noch anschaulicher ist ein Barometer, wenn es statt mit Quecksilber mit Wasser gefüllt wird. Weil Wasser dreizehnmal leichter als Quecksilber ist, ist die Wassersäule im Naturmuseum auch dreizehnmal höher als die Quecksilbersäule – über 10 Meter.

## Dinosaurierfährten im Steinbruch Lommiswil/Oberdorf

### Elefantentritte
Arbeiter im Steinbruch hatten seltsame Eindrücke in der Steinwand gesehen und als Elefantentritte bezeichnet.
Erst erfahrene Geologen erkannten den wahren Ursprung der Trittspuren durch Dinosaurier. Das Museumsteam half aktiv beim Bau einer sicheren Aussichtsplattform. Ein Wanderweg ohne grosse Steigung führt von der einstigen Talstation der Sesselbahn in Oberdorf zum Steinbruch. Weil die Fusseindrücke nur gut bei schräg einfallendem Licht zu sehen sind, sollte für den Besuch der Morgen oder der spätere Nachmittag gewählt werden. Mit der Bahn dauert die Fahrt von Solothurn 14 Minuten. Im Museum gibt es eine zu den Spuren passende Ausstellung.